# David Angus
Pour les articles homonymes, voir Angus.
W. David Angus (né le 21 juillet 1937 à Toronto) est un avocat et un ancien sénateur canadien.
Angus s'installe à Montréal avec sa famille à l'âge de neuf ans et y demeure depuis. Éduqué au Lower Canada College, l'Université de Princeton et l'Université McGill, Angus est un avocat et actuellement associé principal du cabinet d’avocats Stikeman Elliott à Montréal.
Il a été nommé au Sénat du Canada par le premier ministre Brian Mulroney le 10 juin 1993, quelques jours seulement avant la retraite de celui-ci. Il représentait la division sénatoriale d'Alma. Angus a siégé en tant que progressiste-conservateur jusqu'à la dissolution du parti puis a siégé à titre de sénateur pour le Parti conservateur du Canada. Il a pris sa retraite du Sénat à l'âge prescrit de 75 ans, le 21 juillet 2012.